# Fégué
Fégué är en ort i Burkina Faso.   Den ligger i regionen Boucle du Mouhoun, i den västra delen av landet, 190 km väster om huvudstaden Ouagadougou. Fégué ligger 297 meter över havet och antalet invånare är 152.
Terrängen runt Fégué är platt. Närmaste större samhälle är Pana, 6,0 km norr om Fégué.
Omgivningarna runt Fégué är en mosaik av jordbruksmark och naturlig växtlighet. Runt Fégué är det ganska tätbefolkat, med 52 invånare per kvadratkilometer.